# صعالیک
صعالیک (جمع مکسر صعلوک) نامی است که بر گروهی از دلیران و عیّاران عرب گفته می‌شد که علیه زندگی اجتماعی خود شورش نموده و قبیلهٔ خود را ترک کردند. آنان در بیابان‌ها می‌زیستند و با راهزنی و غارتگری از کاروان‌های ثروتمندان، به یاری فقیران می‌شتافتند. برخی از آنان به بخشش و شجاعت شهرت یافتند. گروهی از شاعران صعالیک نیز در ادبیات عربی برجسته‌اند. نام‌های صعالیک از نام‌های غریب عربی یا جاهلی بوده است. 
صعالیک از سه طیف مختلف به نام‌های «أغربه»، «فقراء» و «خلعاء» تشکیل شده بودند. «أغربه» به سیاهانی گفته می‌شد که حاصل ازدواج یک مرد عرب با یک کنیز حبشی بودند. «فقراء» سیاه‌بختانی بودند که فقر، زمین‌گیرشان کرده بود و سرانجام گروه سوم یعنی «خلعاء» افرادی بودند که به دلیل ارتکاب مکرر جرم و جنایت از قبیله‌شان طرد شده و عضویت‌شان در آن باطل شده بود.
بررسی اوضاع و احوال سیاسی، فرهنگی و اجتماعی در دورهٔ جامعه جاهلی، تصویری از یک ساختار معیوب و ناسالم در نظام قدرت را نشان می‌دهد. در این فضا، قدرت در انحصار طبقه‌ای خاص است و نهادهای فرهنگی کارکردی ایدئولوژیک دارند تا این وضعیت در جهت منافع عنصر مسلّط استمرار یابد. صعالیک با اعمال و رفتاری که در پیش گرفته بودند، اعتراض و نارضایتی خود را نسبت به نظام و ساختار حاکم بر جامعه و شرایط و هنجارهای آن ابراز می‌داشتند.
یعلی احول از شاعران نخستین صعلوکی بود. او را دزدی دلیر و اوباش‌گری ولگرد وصف کرده‌اند که صعالیک و اوباش قبیلهٔ أزد را گرد می‌آورد تا آنان را برای حمله به سکونتگاه‌های دیگر قبیله‌های عرب به شور بیاورد و در راه‌های پیادگان راهزنی کنند. امیر مکّه، نافع بن علقمه او را بازداشت کرد و به دستور عبدالملک بن مروان زندانی شد.